# Феликс, Хюб
Якобюс Хюбертюс (Хюб) Феликс (нидерл. Jacobus Hubertus "Huub" Felix; 8 апреля 1895, Мастрихт — 28 июля 1967, там же), также известный как Бер Феликс (нидерл. Bèr Felix) — нидерландский футболист, игравший на позиции нападающего, выступал за команду МВВ из Мастрихта. В составе национальной сборной сыграл один матч — был первым представителем провинции Лимбург в сборной Нидерландов.

## Ранние годы
Якобюс Хюбертюс Феликс родился 8 апреля 1895 года в Мастрихте в многодетной семье Христиана Феликса и его жены Жанны Плюше. Его мать была родом из бельгийского Льежа, а отец родился в Мастрихте в семье рабочего.

## Карьера
Хюб Феликс начинал футбольную карьеру в родном Мастрихте — играл за команды «Юлиана» и «л’Авенир», а в возрасте 18 лет стал членом клуба МСВ. В 1917 году нападающий перешёл в клуб НАК из Бреды, но спустя полгода вернулся в Мастрихт, став игроком местного МВВ. Первый гол в составе клуба он забил 22 апреля 1918 года в матче против НОАД. Феликс защищал цвета МВВ в течение тринадцати лет, был капитаном команды. При росте в 2 метра он весил около 98 килограмм.
В июле 1919 года Хюб был впервые вызван в сборную Нидерландов. Его дебют состоялся 31 августа в товарищеском матче против сборной Норвегии, состоявшемся в Осло. Встреча завершилась вничью 1:1 — для нидерландцев, как и для норвежцев, это была их первая встреча между сборными. Феликс также сыграл пять матчей за сборную Звалюэн, которая в то время являлась подготовительной командой национальной сборной. Кроме этого он провёл 20 матчей в составе Южной сборной Нидерландов.
В 1932 году Хюб Феликс завершил карьеру в возрасте 36 лет.

## Статистика

### Матчи Феликса за сборную Нидерландов
| Матчи Феликса за сборную Нидерландов | Матчи Феликса за сборную Нидерландов | Матчи Феликса за сборную Нидерландов | Матчи Феликса за сборную Нидерландов | Матчи Феликса за сборную Нидерландов | Матчи Феликса за сборную Нидерландов |
| ------------------------------------ | ------------------------------------ | ------------------------------------ | ------------------------------------ | ------------------------------------ | ------------------------------------ |
| №                                    | Дата                                 | Соперник                             | Счёт                                 | Голы Феликса                         | Соревнование                         |
| 1                                    | 31 августа 1919                      | Норвегия                             | 1:1                                  | —                                    | Товарищеский матч                    |

Итого: 1 матч / 0 голов; 0 побед, 1 ничья, 0 поражений.

## Личная жизнь
Хюб женился в возрасте 26 лет — его избранницей стала Анна Элизабет Влиге. Их брак был зарегистрирован 30 июля 1921 года в Мастрихте.
Феликс умер 28 июля 1967 года в возрасте 72 лет. В память о нём 30 июля клуб МВВ провёл минуту молчания перед началом товарищеского матча с немецкой командой «Алемания». Похоронен на кладбище в Мастрихте рядом с супругой.